# 安心毛布
安心毛布（あんしんもうふ、英: security blanket）とは、人が物などに執着している状態を指す。一般で言う「お気に入り」や「愛着」がこれにあたる。漫画『ピーナッツ』に登場するライナス・ヴァン・ペルトがいつも肌身離さず毛布を持っていることにより「ライナスの毛布」とも呼ばれる。
幼児は何かに執着することで安心感を得ている。成長するにつれ、幼児の時に執着していたものから離れていくが、大人になってからでも新たに執着することがある。子供がよく人形や玩具を離さずに持ち続ける様を「安心毛布」であると言える。これはドナルド・ウィニコットの用語では、移行対象、過渡対象と呼ばれるものである。
単に毛布だけでなく、側面や角に拘りを見せる場合もある。
心理学者のハンナ・ハーンが1995年コロンビア大学の学位論文として、「ライナスの毛布がもしルーシーの毛布だったとしたら 移行対象における性差の問題」という論文を執筆している。